# Oracle
|  | Aquest article tracta sobre antics oracles. Si cerqueu l'empresa de gestió de bases de dades, vegeu «Oracle (informàtica)». |

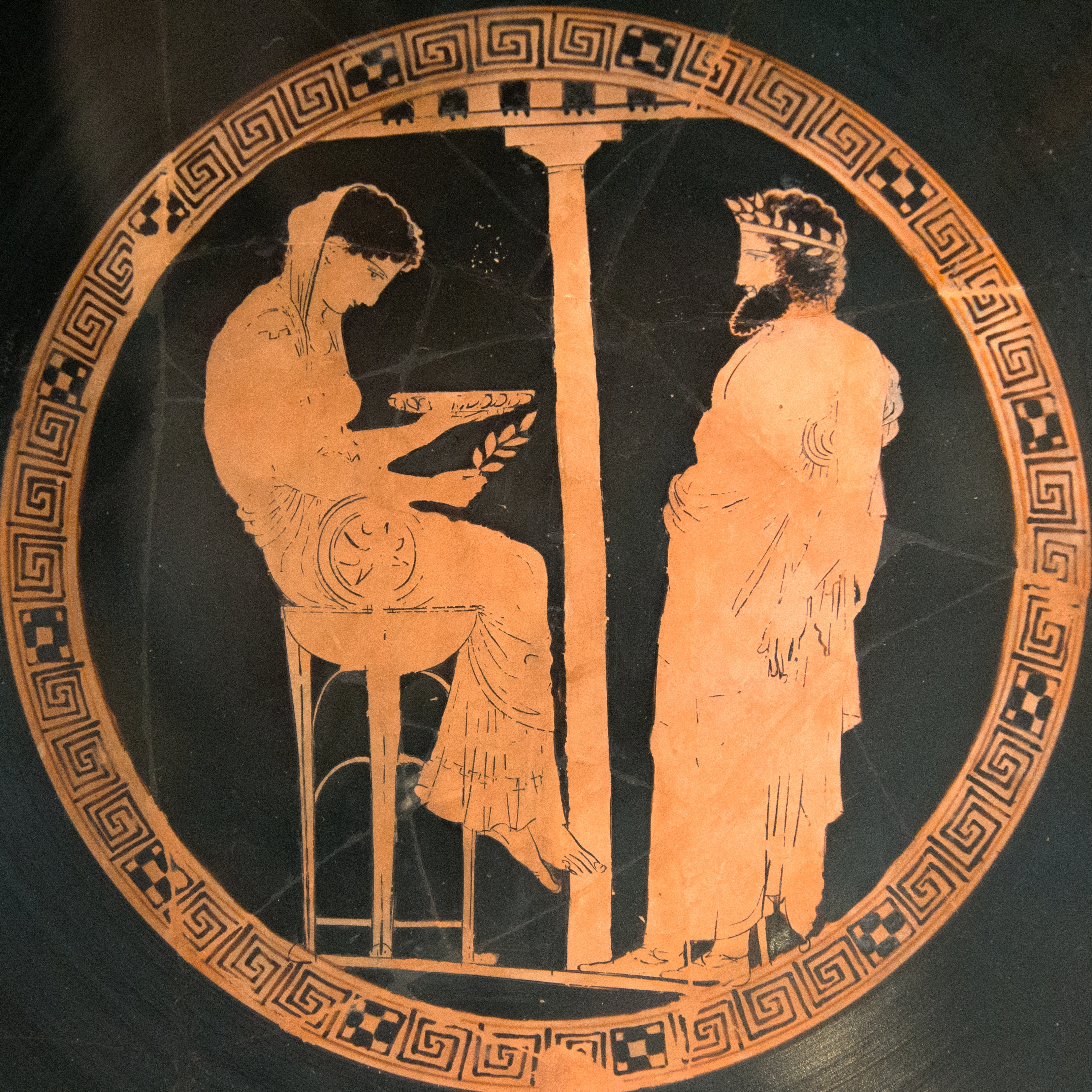
Una consulta a l'oracle en una cílica trobada a Vulcos (Itàlia),

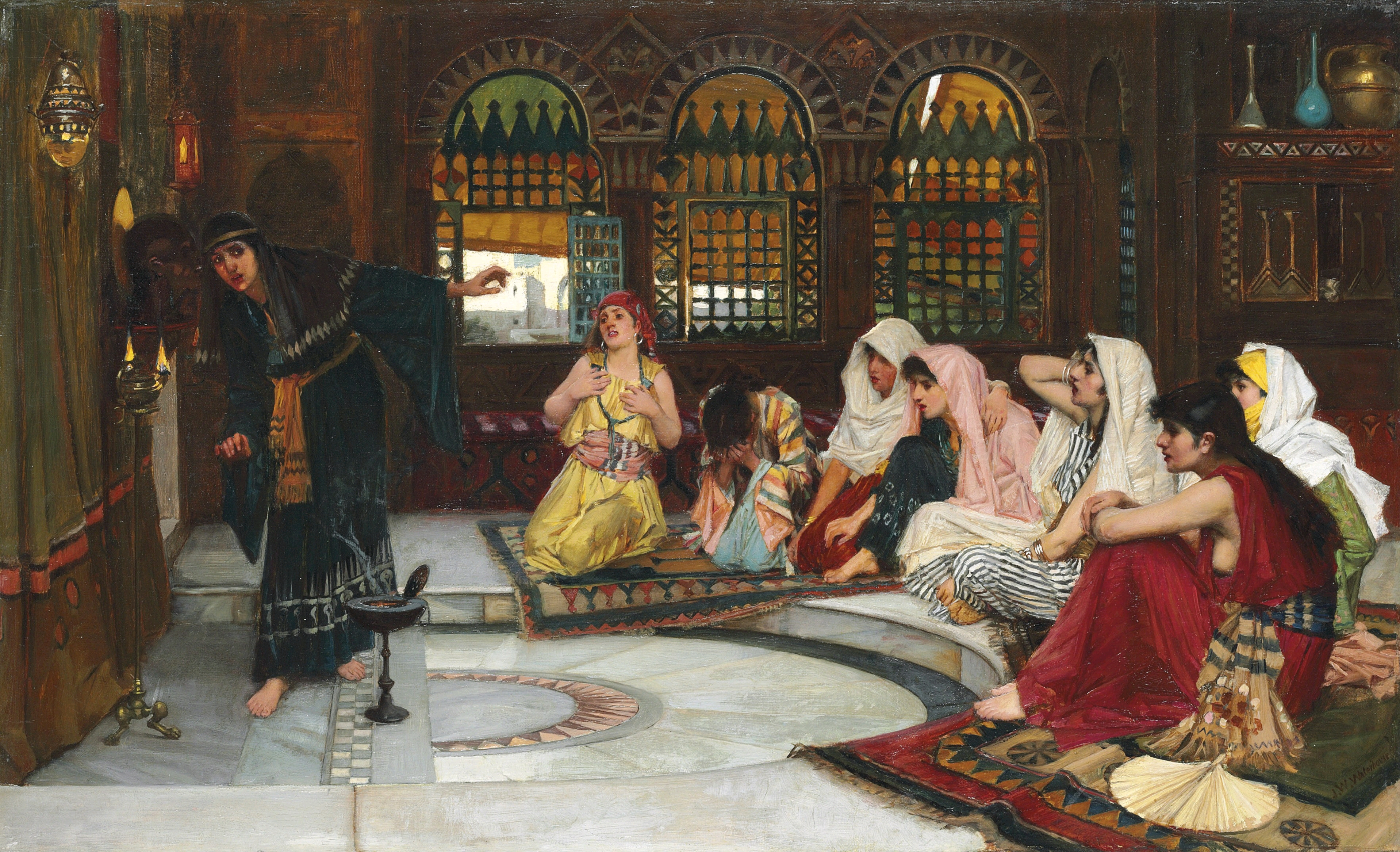
Una consulta a l'oracle, segons John William Waterhouse (1884)

A l'antiguitat clàssica, un oracle (del llatí orāculum, derivat de ōrāre 'parlar') era la resposta rebuda d'un sacerdot inspirat per la divinitat que revelava els designis dels déus. Per extensió, el terme també s'aplica a l'indret on es produïen aquestes respostes i al sacerdot o sacerdotessa que les oferia.
La seva existència neix de la necessitat humana de saber què ofereix el futur i del desig de fer les coses conforme als desitjos dels déus; els oracles eren, per tant, una revelació però alhora una sanció o autorització de la deïtat a un fet concret. Totes les religions orientals antigues practicaven mètodes endevinatoris semblants als oracles, però la disciplina oracular com a tal és un fet característic de la religió grega (i, posteriorment, romana).
Els oracles es fonamentaven en la constatació que les deïtats no apareixien directament a les persones i en la creença que revelaven els seus designis a través de senyals o presagis (grec antic: σημεῖον, sēmeîon, llatí: ōmen) que havien de ser interpretats, preferiblement per mitjà de mèdiums o sacerdots. La metodologia d'interpretació variava segons el santuari oracular, i podia comportar inducció divina o interpretació de signes objectius: entusiasme o èxtasi (inspiració o possessió divina), haruspícia o hepatoscòpia (inspecció de les vísceres d'un animal sacrificat), auspici o ornitomància (interpretació del vol dels aucells), cleromància (joc de sorts)... Els que consultaven l'oracle havien de dur a terme tota una sèrie de preliminars (purificacions, sacrificis, ofrenes...), i habitualment la resposta era críptica i envoltada de misteri; per exemple, els oracles de la sacerdotessa de Delfos eren interpretats per altres sacerdots, que oferien una resposta en vers. El sacerdot sovint era una dona jove, i les sacerdotesses eren identificades amb les sibil·les, personatges mitològics famosos per la seva virtut premonitòria.
Com a déu de l'endevinació, Apol·lo era el déu titular de la major part de santuaris oraculars, principalment el de Delfos, però, en conjunt, els oracles dedicats a altres divinitats eren més nombrosos que els d'Apol·lo. Els oracles més coneguts eren el de Delfos (dedicat a Apol·lo) i el de Dodona (a Zeus), i en el món romà destacà el de la Fortuna Primigènia a Preneste. Els oracles gaudien de tanta d'autoritat religiosa que arribaren a determinar la política de les ciutats estat gregues.

## Terminologia

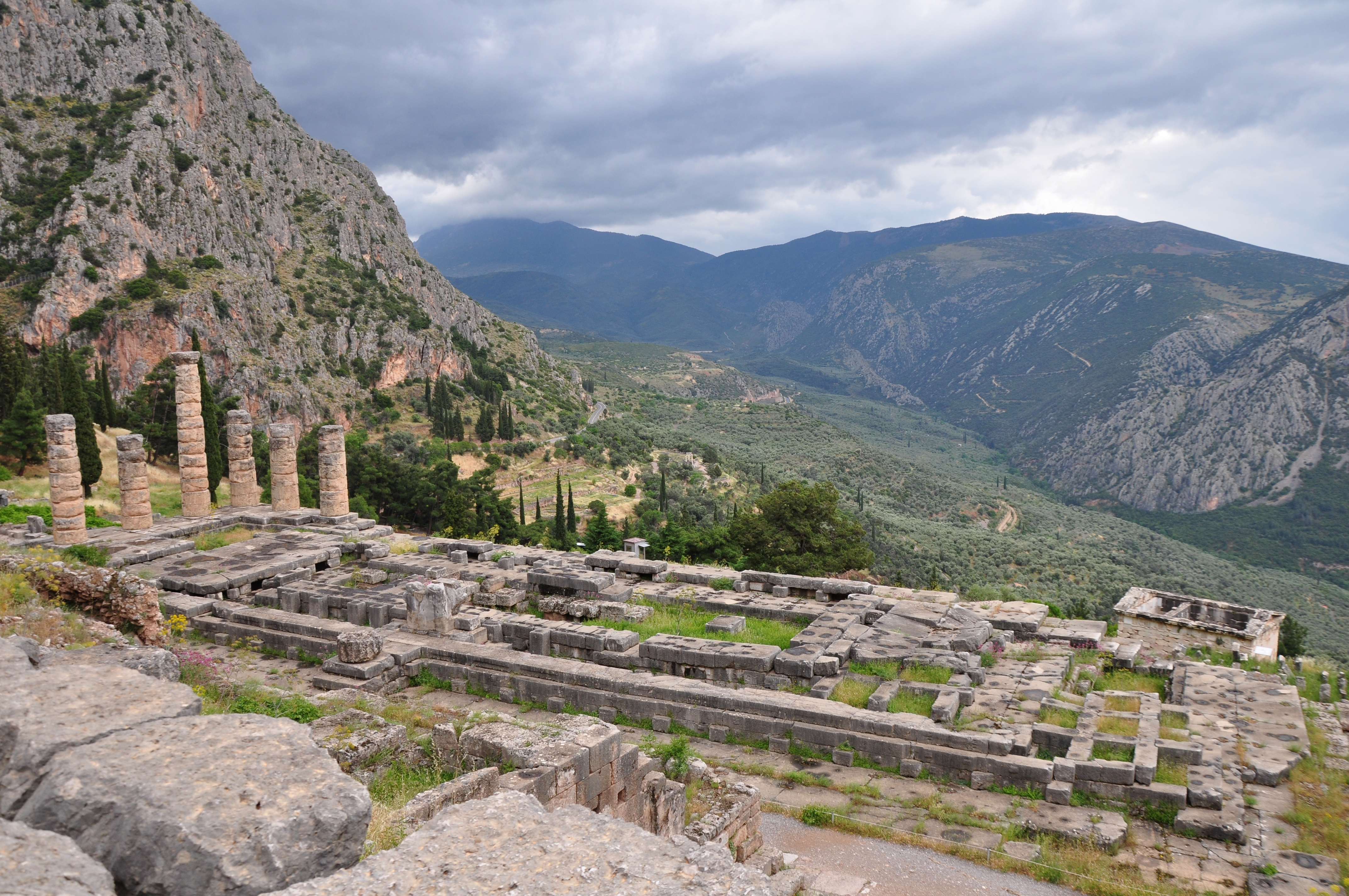
El temple d'Apol·lo a Delfos

El terme «oracle» prové del llatí orāculum, i és un derivat de ōrāre 'parlar', en referència a l'oralitat de les respostes del sacerdot. En llatí, el terme fa referència principalment a la resposta o sentència, però també al santuari on es produeixen les consultes i les respostes i, secundàriament, al sacerdot que les profereix (més habitualment anomenat vātes).
En grec hi ha dues arrels principals: la de mantis (μάντις) 'endeví', derivada de la mateixa arrel que màinomai (μαίνομαι, 'estar posseït'); i la de khresmós (χρησμός) 'resposta d'un oracle', derivada de khráo (χράω, 'proclamar'; paral·lela al llatí orāculum). Així doncs, la resposta pròpiament dita s'anomenava khresmós (χρησμός), amb els derivats khresmologia (χρησμολογία) i khresmodia (χρησμῳδία), o bé mantèion (μαντεῖον) o mànteuma (μάντευμα). Per la seva banda, el santuari oracular rebia el nom de mantèion (μαντεῖον) o khrestèrion (χρηστήριον), i l'endeví s'anomenava mantis (μάντις), khresmologos (χρησμολόγος) o khresmodós (χρησμῳδός). L'art de l'endevinació rebia el nom de manteia (μαντεία) o mantosyne (μαντοσύνη), i la víctima oferta per obtenir la resposta, khrestèrion (χρηστήριον).

## Llista d'oracles
Oracles d'Apol·lo:
- Oracle de Delfos (Fòcida)
- Oracle d'Abes (Fòcida)
- Oracle del turó de Ptòon (Beòcia)
- Oracle d'Ismènion (Tebes, Beòcia)
- Oracle d'Hísies (Beòcia - Àtica)
- Oracle de Tegira (Beòcia)

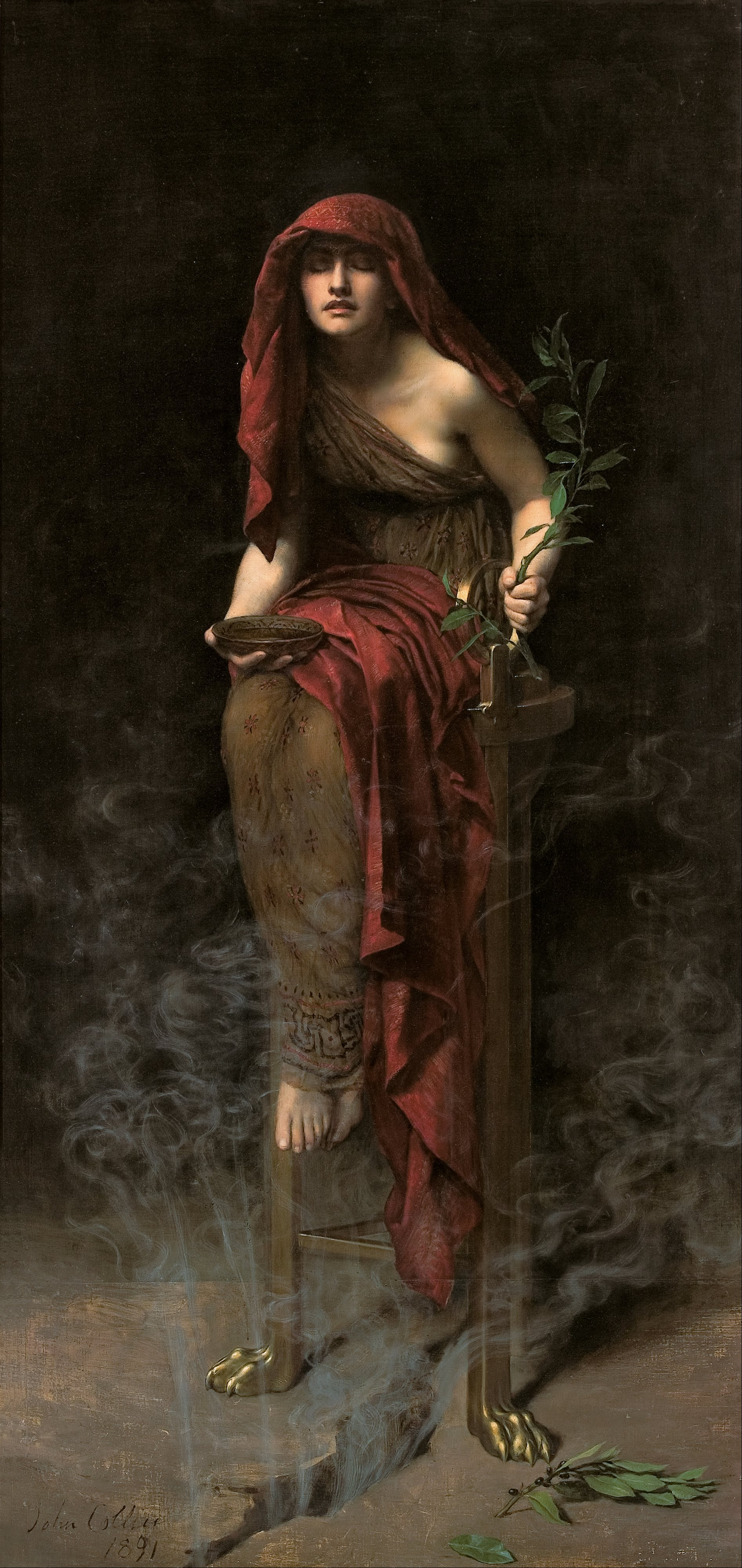
La Pítia, la sacerdotessa de Delfos, segons John Collier (1891)

- Oracle d'Eutresis (prop de Leuctres, Beòcia); va desaparèixer al segle iv aC.
- Oracle d'Oròbies (Eubea)
- Oracle del Liceu (Argos, Peloponnès)
- Oracle d'Apol·lo Diradiota a l'acròpoli d'Argos (Peloponnès), encara consultat en temps de Pausànies.
- Oracle de Dídima (Milet, Jònia)
- Oracle de Claros (Colofó, Jònia)
- Oracle de Grinèon (Mirina, Eòlia)
- Oracle d'Apol·lo Gonnapeu (Lesbos)
- Oracle d'Abdera (Tràcia)
- Oracle de Delos (Cíclades), consultat només l'estiu.
- Oracle de Pàtara (Lícia), consultat només l'hivern.
- L'oracle de Telmessus (Lícia)
- Oracle de Mal·los (Cilícia)
- Oracle de l'Apol·lo Sarpedoni (Cilícia)
- Oracle d'Hibla (Cària)
- Oracle de Hieracome, a la vora del riu Meandre

Oracles de Zeus:
- Oracle d'Olímpia (Peloponnès)
- Oracle de Dodona (Epir)
- Oracle d'Amon (oasi d'Amon, Líbia)

Oracles dedicats a altres déus:

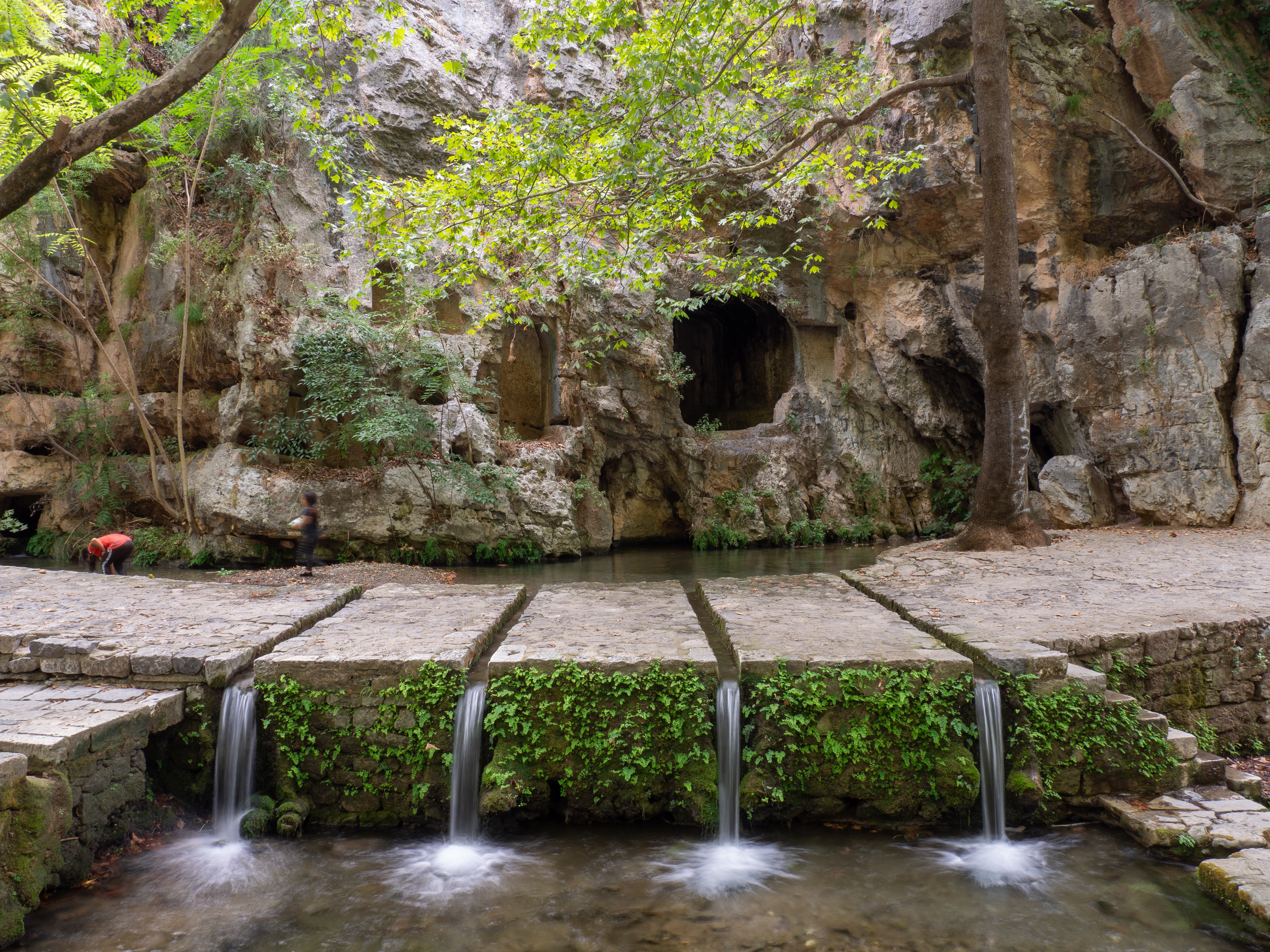
L'oracle de Trofoni, a Lebadea

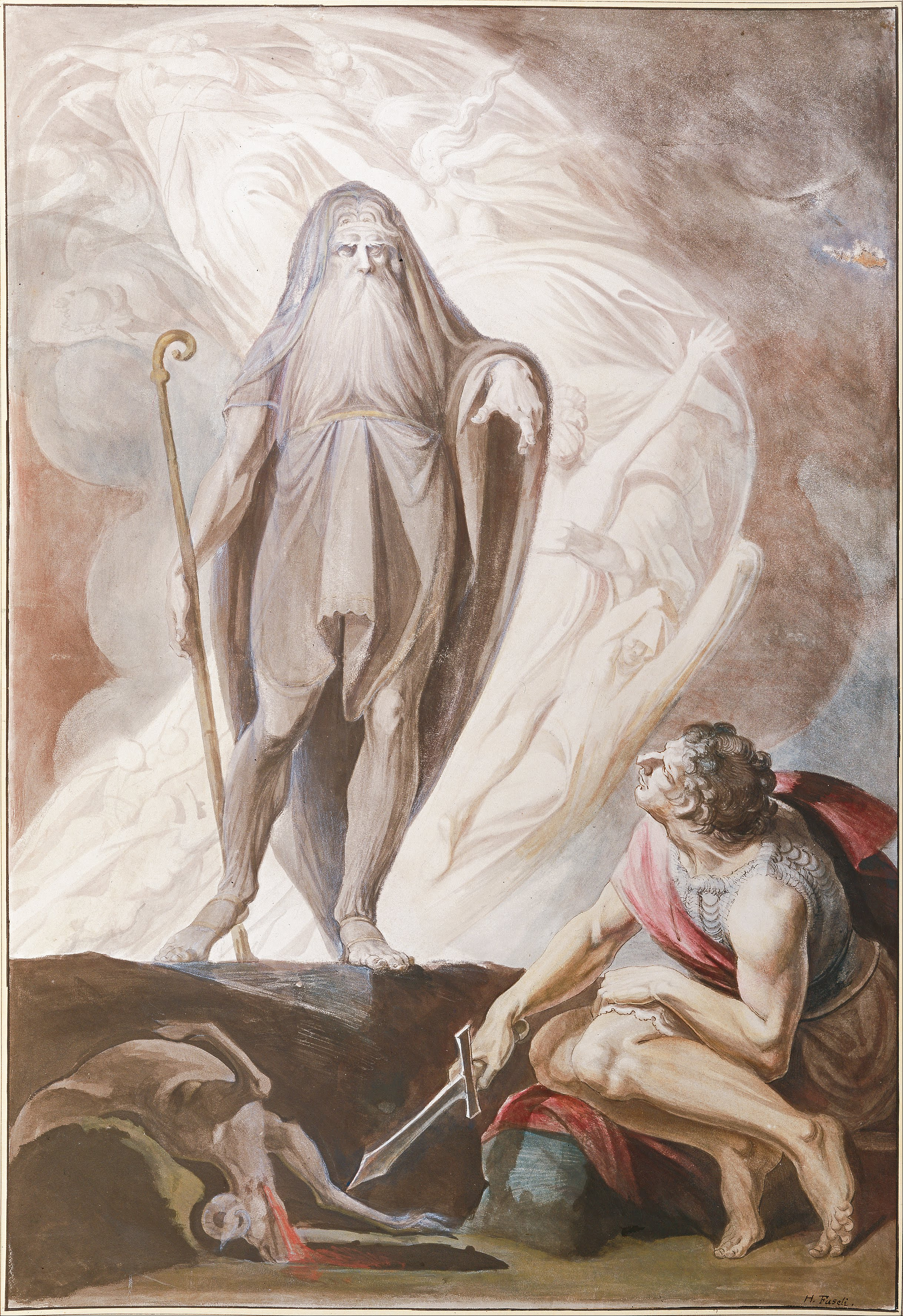
Tirèsies predint el futur a Ulisses tal com s'explica a l'Eneida, segons pintura de Heinrich Füssli

- Oracle de Demèter (Patres, Peloponnès)
- Oracle d'Hermes (Fares, Peloponnès)
- Oracle de Plutó i Cora (Càrax, Cària)
- Oracle d'Hera Acrea, a l'istme de Corint

Oracles dedicats a herois:
- Oracle d'Amfiarau (Oropos, Beòcia)
- Oracle d'Amfíloc (Mal·los, Cilícia)
- Oracle de Trofoni (Lebadea, Beòcia)
- Oracle de Calcant (Dàunia, Magna Grècia), on les respostes es rebien mitjançant un somni passant la nit al temple
- Oracles d'Asclepi
- Oracle d'Hèrcules (Bura, Peloponnès)
- Oracle d'Ino (Epidaure Limera, Peloponnès)
- Oracle d'Ino o Pasífae (Lacònia, Peloponnès, entre Ètil i Tàlames), que donava la resposta mitjançant un somni passant una nit al temple

- Oracle de Frixos (Ibèria del Caucas), on no era permès el sacrifici d'ovelles

A Itàlia no existien els oracles pels quals un déu revelava la seva voluntat per boca d'una persona, llevat de comptades excepcions a la Magna Grècia. Els romans descobrien la voluntat dels déus per mitjà dels llibres sibil·lins, els àugurs, els arúspexs i els signes del cel. Els únics oracles itàlics coneguts són:
- Oracle del Faune a Tíbur i a l'Aventí
- Oracles de la Fortuna a Preneste i Àntium
- Oracle de Mart, a prop de Reate

Addicionalment, també existien oracles en què es demanava la presència dels esperits dels morts i s'oferien sacrificis als déus de l'inframon. Un dels més coneguts fou el Necromantèon de l'Aqueront (en), a Tespròcia, a prop de la ciutat d'Èfira, i a Heraclea de la Propòntida n'hi havia un altre.

## Oracles d'altres pobles
- Oracle egipci: els més importants foren els d'Heliòpolis i Abidos. Les consultes es feien mitjançant una persona que portava escrites les preguntes i les dipositava al santuari i així en rebia les respostes. També era molt important l'oracle del déu Ammon-Ra, a l'oasi de Siwa, al desert de Líbia. El 331, Alexandre el Gran feu una peregrinació al gran temple.

- Oracle hebreu: el nom amb què es coneix l'oracle en la Tora hebrea és Goral (plural: Goralot). Existeixen diferents Goralot entre els hebreus, un d'ells fou l'Urim i els Thummin a través del sum sacerdot, Gadol HaKohen. L'oracle del Pectoral de 13 Pedres Precioses, es diu en la tradició cabalística, que aquest lluïa llums i feia sons en donar una resposta. Existeix en l'actualitat el Goral Ahitofel, aquest consta de 117 caselles que corresponien a 117 àngels que parlaven a través d'aquest oracle hebreu, aquest empra una sèrie d'invocacions a Déu i als seus àngels, per demanar-ne una resposta. També s'ha de tenir en compte el famós oracle d'Isaïes, 7, 14. En l'Antic Testament es parla d'oracle per designar la part del santuari on Jeohvà parlava a Moisès i al sum sacerdot, com en l'Èxode cap. 25 i 30 en què es diu: "la veu del Senyor es deixava escoltar per damunt de l'Arca".

- Oracle de Fenícia: associats amb les deïtats Baalzebub i Baalim.

- Oracle ioruba: aquests estan compostos per tres sistemes: el primer es treballa amb cocos i és denominat biagué, el segon és denominat diloggun i treballa amb caragoles, i el tercer i més extens i complet és el denominat oracle d'Ifà, en què treballen els babalawos a través de l'orishà orulà, que treballen amb un instrument que té cadena amb cocos anomenat opele o els ikins que són llavors de kola. En estricte sentit, no és coco (agbon) el que utilitza el sistema ioruba tradicional en l'endevinació més elemental, sinó nou de kola (Obi Abata), de 4 vàlvules, el següent oracle efectivament utilitza 16 caragoles i s'anomena Eerindinlogun, i per acabar l'opele també es construeix amb llavors d'Irvingia Gabonensis, així com material de peix Aro (peix-gat).